# Тамлык (приток Хавы)

Тамлык — река в Воронежской области России. Левый приток Хавы.
Длина реки составляет 57 км, площадь водосборного бассейна 392 км².
Река берёт начало в селе Новохреновое. На реке расположены населённые пункты: Красный Лиман, Тарасовка, Павловка, Усманские Выселки, Пылёвка, Михайловка, Садовый, Крыловка, Рогачёвка, Дружелюбие, Тамлык, Парусное. Устье реки находится в 5 км по левому берегу реки Хава.

## Данные водного реестра
По данным государственного водного реестра России относится к Донскому бассейновому округу, водохозяйственный участок реки — Воронежот города Липецк до Воронежского гидроузла, речной подбассейн реки — бассейны притоков Дона до впадения Хопра. Речной бассейн реки — Дон (российская часть бассейна).
По данным геоинформационной системы водохозяйственного районирования территории РФ, подготовленной Федеральным агентством водных ресурсов:
- Код водного объекта в государственном водном реестре — 05010100612107000003302
- Код по гидрологической изученности (ГИ) — 107000330
- Код бассейна — 05.01.01.006
- Номер тома по ГИ — 07
- Выпуск по ГИ — 0